# Васильевка (Тарасовский район)
Васи́льевка — хутор в Тарасовском районе Ростовской области.
Входит в состав Дячкинского сельского поселения.

## Население
| 2010 | 2013 | 2015 | 2016 |
| ---- | ---- | ---- | ---- |
| 667  | ↗722 | ↘695 | ↘686 |

## Улицы
| - ул. Весенняя, - ул. Вишневая, - ул. Железнодорожная, - ул. Заводская, - ул. Красная, - ул. Лесная, | - ул. Луговая, - ул. Новая, - ул. Придорожная, - ул. Рабочая, - ул. Транспортная. |